# Budismul în Coreea

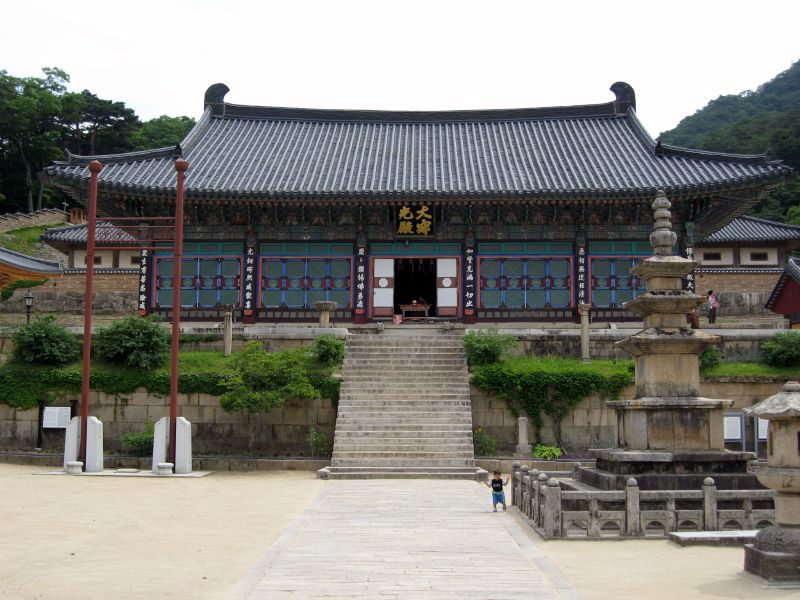
Templul budist Haeinsa.

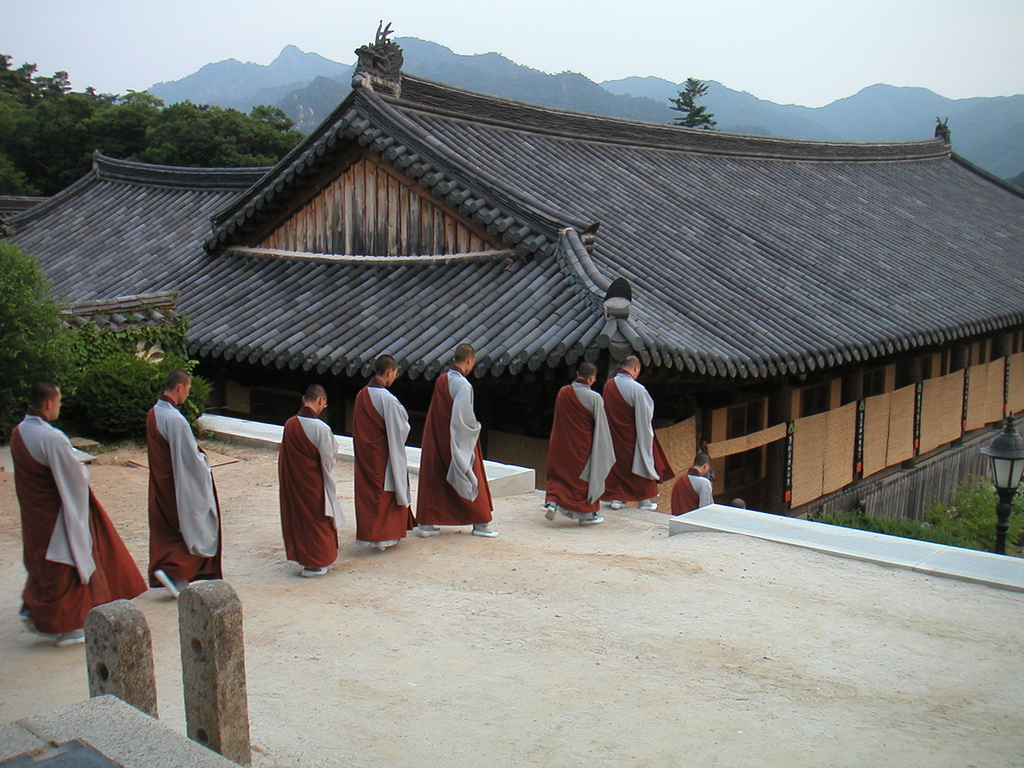
Călugări budiști coreeni în curtea templului Haeinsa.

Budismul a fost indrodus oficial în Coreea în anul 372 d.Hr., în varianta Mahayana, prin intermediul relațiilor comerciale și conflictuale cu dinstiile Jin și Qin Târzie din China. Când budismul a ajuns în Coreea , acolo era așa numita Perioadă a celor Trei Regate rivale, acestea fiind: Goguryo în nord , Baekje în sud-vest și Silla în sud-est. 
Inițial, coreenii erau adepții unei forme de șamanism coreean cunoscut sub numele de Mugyo, dar odată cu venirea budismului tot mai mulți coreeni au adoptat noua religie. Budismul a conviețuit cu mugyo și a avut loc un sincretism între tradițiile celor două religii.
Curând diverși călugări budiști au început să mărească influența și popularitea budismului în Coreea. De exemplu, în anul 526 călugărul budist Gyeomik din Baekje a călătorit pe mare până în sudul Indiei, pentru a învăța limba sanscrită și pentru a studia textele Vinaya, referitoare la regulile monahale ale budismului. Un alt călugăr, numit Paya, a fost discipolul lui Zhiyi, al patrulea patriarh budist din China și fondatorul școlii budiste chinezești Tiantai. Paya a răspândit ideile școlii Tiantai și ale budismului în general în întreaga Peninsulă Coreeană. 
Tot în această perioadă, în Coreea au apărut trei școli budiste:
- secta Samnon
- secta Gyeyul
- secta Yeolban

În anul 668, Regatul Silla a reușit să unifice sudul Peninsulei Coreene sub autoritatea sa, dând naștere la o perioadă de stabilitate politică ce a durat 100 de ani.
Acest lucru a dus la un mare nivel de interes asupra  studiilor științifice ale budismului coreean. În această perioadă au fost construite multe temple, mănăstiri, statui și pagode budiste foarte frumoase.
Budismul a înflorit de asemenea în nordul peninsulei sub conducerea Regatului Balhae , stabilit după căderea Regatului Goguryo. În timpul acestui regat budismul a devenit religie de stat. Prin secolul al VII-lea din China este introdusă secta Chan, cunoscută în Coreea sub numele de Seon.
În anul 918 d.Hr., o nouă dinastie, Dinastia Goryeo, a unit întreaga Coree sub autoritatea sa, iar budismul a devenit religie de stat. Curând călugării budiști au devenit corupți de putere, ridicând controverse antibudiste din partea personalităților politice din aceea vreme, dar au existat și călugări care au contribuit cu ceva bun, de pildă călugării Gyeonghan Baeg'un, Taego Bou și Naong Hyegeun. Toți acești trei călugări au plecat în China  care era condusă de dinastia mongolă Yuan, pentru a aduce învățăturile școlii budiste Linji. Un eveniment istoric semnificativ al perioadei Goryeo a fost editarea canoanelor budiste chinezești sub forma unei mari colecți de scrieri pe blocuri de lemn, colecție sub numele de Tripitaka Coreeană (팔만 대장경). Două ediții au fost făcute, între anii 1210-1231, iar a doua între 1214-1259. Prima ediție a fost distrusă în timpul unui incendiu  cauzat de un atac mongol din anul 1232. Cea de-a doua există și în ziua de azi la templul coreean Haeinsa. Această ediție a Tripitaka a fost de înaltă calitate, și a servit ca versiunea standard a Tripitaka în Asia de Est timp de aproape 700 de ani.
În anul 1388, un general foarte influent a dat o lovitură de stat detronând dinastia Goryeo și întemeiând Dinastia Joseon, cu sprijinul unei mișcări neo-confucianiste. În ciuda faptului că noua dinastie era adeptă a neo-confucianismului și persecuta budiștii, budismul a continuat să prospere din punct de vedere intelectual, mai ales școala Seon. Conform izvoarelor istorice în perioada dinastiei Joseon numărul templelor și mănăstirilor budiste a scăzut de la câteva sute la doar 36 de lăcașuri budiste. Unul dintre cele mai importante motive pentru care suprimarea budismului a luat sfârșit a fost ajutorul acordat armatei coreene din partea călugărilor budiști războinici împotriva invaziilor japoneze în Coreea, între anii 1592-1598. În aceea vreme guvernul coreean era slab și liderii Sangha (comunității budiste) au luat hotărârea să antreneze călugări și să-i transforme în trupe militare profesioniste care să ajute armata în schimbul încetării persecuțiilor. Prezența armatei călugărilor a fost un factor critic în eventuala expulzare a invadatorilor japonezi.
În anul 1868 începe în Japonia Perioada Meiji, caracterizată prin abolirea shogunatului și a sistemului militar feudal și înlocuirea acestuia cu Imperiul Japonez modern. După această reorganizare politică are loc pierdera puterii budismului în Japonia. Diverși misionari budiști japonezi sosesc în Coreea în această perioadă pentru a aduce diverse școli budiste japoneze cum ar fi Jōdo Shinshū și Nichiren. Venirea acestor școli a dus la formarea unor noi secte coreene cum ar fi școala budistă Won. 
În ziua de azi chiar dacă Coreea a fost divizată politic în Coreea de Nord și Coreea de Sud, budismul a continuat să fie religia predominantă din peninsulă, cu toate că în nord au existat unele mișcări comuniste ce au încercat să-l interzică .